# Ы
Det kyrilliske bogstav Ы (lille bogstav  ы) er det 29. bogstav i det russiske alfabet. Der findes intet tilsvarende bogstav i det latinske alfabet. Ы er en vokallyd, som bliver udtalt som en mellemting mellem de latinske bogstaver u og i, med munden trukket ud som når man udtaler bogstavet i, og lyden kan minde om nogen der kaster op. Starten af udtalelyden kan minde om et svagt å. Med undtagelse af fremmedord står Ы aldrig først i russiske ord.